# فهرست پرچم‌های ژاپن
در ژاپن از دوره هیان، بزرگان و اربابان و نجبا دارای نشان‌های خانوادگی و سازمانی بوده‌اند که با نام کامون (نشان خانوادگی) یا مون شناخته می‌شود. آن‌ها ابتدا از این نشان‌ها برای تمایز گذاشتن بین خاندان‌های اشراف و بعدها برای تمایز گذاشتن بین سامورایی‌ها و نیروهای جنگی خود استفاده می‌کرده‌اند. امروزه به‌کارگیری کامون کماکان ادامه دارد. معمولاً سامورایی‌های دوران فئودال ژاپن، کامون خود یا اربابشان را در نبردها بر پرچم کوچکی بر لباس خود حمل می‌کرده‌اند که با نام ساشیمونو شناخته می‌شود. پرچم‌های بزرگی را نیز در محل استقرار فرمانده یا دایمیو (ارباب) قرار می‌داده‌اند که اوماجیروشی نام دارد. نوبوری نیز نوعی پرچم بوده که برای مشخص کردن واحدهای ارتش در دوران فئودالی ژاپن مورد استفاده قرار می‌گرفته‌است. امروزه از نوبوری در مراسم، مسابقه‌های ورزشی و آگهی‌های تبلیغاتی خیابان‌ها استفاده می‌شود.
در زیر فهرستی از پرچم‌های ژاپنی آمده‌است که بیشترشان متعلق به دوره معاصر هستند. با بررسی پرچم‌ها می‌بینیم که در آن‌ها از نماد آفتاب (دایره قرمز) و ساکورا (شکوفه گیلاس) که هر دو از نشانه‌های ملی ژاپن هستند و نیز الفبای ژاپنی (کاتاکانا و هیراگانا) و واژه‌نگارهای کانجی بسیار استفاده شده‌است.

## پرچم‌های ملی
پرچم ملی ژاپن، مستطیلی سفید است که دایره‌ای قرمز (به نشانه خورشید) در میانه آن قرار دارد. این پرچم را با نام رسمی نیشوکی (به ژاپنی: 日章旗) (به معنی پرچم خورشیدنشان) می‌خوانند اما بیشتر با نام هینومارو (به ژاپنی: 日の丸) (به معنی دایره خورشید) شناخته می‌شود. این پرچم در ۱۳ اوت ۱۹۹۹ به‌دست هیئت قانون‌گذاری پرچم و سرود ملی به عنوان پرچم ملی تصویب شد. البته از این پرچم پیش از آن زمان نیز استفاده می‌شده‌است بدون اینکه قانونی رسمی برای ثبت آن به عنوان پرچم ملی ژاپن وجود داشته باشد. در سال ۱۸۷۰، دو ابلاغیه از دایجو-کان (شورای دولتی ژاپن در دوره‌های دوره نارا و دوره هی‌آن) شامل مقررات پرچم ملی نوشته شد. در تاریخ ۲۷ فوریه ۱۸۷۰ دوره میجی در اعلانیه ۵۷، کشتی‌های بازرگانی به استفاده از پرچم فعلی ملزم شدند و در اعلانیه ۶۵۱ به تاریخ ۲۷ اکتبر ۱۸۷۰ این پرچم در نیروی دریایی به کار گرفته شد. استفاده از این پرچم در سال‌های اولیه اشغال ژاپن به‌دست آمریکا پس از جنگ جهانی دوم به شدت غیرقانونی بوده اما بعدها به‌کارگیری دوباره آن آزاد شد.
این پرچم اگرچه در سال ۱۸۷۰ به عنوان پرچم رسمی کشور انتخاب شد اما از مدت‌ها پیش مورد استفاده امپراتوران ژاپن بوده‌است. از آنجایی که خاندان پادشاهان ژاپن خود را از نسل نوه ایزدبانوی آفتاب می‌دانند، خورشید طلوع‌کننده همیشه الهام‌بخش ژاپنی‌ها بوده و در پرچم این کشور نیز جای گرفته‌است. سال ۱۸۷۰ میلادی نشان‌دهنده عصر جدیدی در تاریخ ژاپن است و از این لحاظ در همین سال نیز پرچم پادشاهان قدیمی ژاپن به عنوان پرچم رسمی کشور برگزیده شده‌است.
| پرچم | تاریخ                      | استفاده                      | توضیحات |
| ---- | -------------------------- | ---------------------------- | --- |
|      | ۱۳ اوت ۱۹۹۹-اکنون          | نشان و پرچم غیرنظامی کشور    | نسبت پرچم: ۲:۳. این پرچم در سال ۱۹۹۹ در بیانیه ۱۲۷ قانون مربوط به سرود و پرچم ملی طراحی شده‌است. دایره خورشید به‌طور کامل در مرکز پرچم قرار دارد. |
|      | ۲۷ فوریه ۱۸۷۰- ۱۲ اوت ۱۹۹۹ | پرچم غیرنظامی امپراتوری ژاپن | نسبت پرچم: ۷:۱۰. دایره خورشید به اندازه ۱٪ به سمت چپ متمایل است. طراحی این پرچم در بیانیه ۵۷ در سال ۱۸۷۰ بیان شده‌است.                           |

## پرچم‌های امپراتوری
جایگاه امپراتوری ژاپن یا کوشیتسو (به ژاپنی: 皇室) که از آن با نام‌های خاندان امپراتوری یا دودمان یاماتو نام برده می‌شود عبارت است از آندسته از افراد خانواده امپراتوری ژاپن که متعهد به خدمات رسمی و همگانی باشند. در قانون اساسی فعلی ژاپن از امپراتور به عنوان نشان حکومت و اتحاد مردم نام برده شده‌است. افراد دیگر خاندان امپراتوری به خدمات تشریفاتی و وظایف اجتماعی می‌پردازند اما نقشی در دولت ندارند. این وظایف به‌طور نَسَبی از پدر به فرزند منتقل می‌شود.
پرچم‌های ارائه شده در زیر، پرچم‌های نفرات اصلی خاندان امپراتوری ژاپن هستند.
همان‌طور که قابل مشاهده است از گل داودی که کامون خاندان امپراتوری ژاپن است در این پرچم‌ها بسیار استفاده شده‌است.
| پرچم | تاریخ       | استفاده                                              | توضیحات                                                       |
| ---- | ----------- | ---------------------------------------------------- | ------------------------------------------------------------- |
|      | ۱۸۶۹– اکنون | پرچم امپراتور ژاپن                                   | گل داودی با ۱۶ گلبرگ طلایی‌رنگ در مرکز زمینه‌ای قرمز            |
|      | ۱۹۲۶– اکنون | پرچم نایب‌السلطنه ژاپن                                | شبیه پرچم امپراتور اما با حاشیه‌ای سفید در اطراف پرچم          |
|      | ۱۹۲۶– اکنون | پرچم امپراتریس، امپراتریس مادر و امپراتریس مادر اعظم | همان پرچم پادشاهی با بریدگی سه‌گوش                             |
|      | ۱۹۲۶– اکنون | پرچم شاهزاده ولیعهد و پسر بزرگ امپراتور              | شبیه پرچم امپراتور با مستطیلی سفید                            |
|      | ۱۹۲۶– اکنون | پرچم شاهدخت ولیعهد و همسر پسر بزرگ امپراتور          | همچون پرچم شاهزاده ولیعهد و پسر بزرگ امپراتور با بریدگی سه‌گوش |
|      | ۱۹۲۶– اکنون | پرچم خاندان امپراتوری ژاپن                           | گل داودی با ۱۶ گلبرگ طلایی در زمینه سفید یا حاشیه قرمز        |

## پرچم‌های دولتی
پرچمی که در گمرک ژاپن به کار می‌رود در ۳ اوت ۱۸۹۲ میلادی طراحی شده‌است؛ این پرچم در ابتدا برای گمرک طراحی نشده‌بود اما امروزه در این اداره به کار می‌رود.
| پرچم | تاریخ       | استفاده        | توضیحات                                                                                |
| ---- | ----------- | -------------- | -------------------------------------------------------------------------------------- |
|      | ۱۸۷۲–۱۸۸۶   | پرچم پست ژاپن  | دایره قرمز در مرکز و خطی افقی که از آن می‌گذرد.                                         |
|      | ۱۸۸۶- اکنون | پرچم پست ژاپن  | نشان پستی ژاپن (〒) بر یک زمینه سفید.                                                  |
|      | ۱۸۹۲– اکنون | پرچم گمرک ژاپن | سفید نشان‌دهنده سرزمین، آبی نشان‌دهنده دریا و دایره قرمز نشان‌دهنده گمرک در مرز کشور است. |

## پرچم‌های نظامی

### نیروهای دفاع‌ازخود و ارتش/نیروی دریایی پادشاهی
ارتش پادشاهی ژاپن (IJA) (به ژاپنی: 大日本帝國陸軍) (دای‌نیپپون ته‌کوکو ریکوگون)، نیروی زمینی رسمی پادشاهی ژاپن بود که از سال ۱۸۷۱ تا ۱۹۴۵ وجود داشت. این نیرو به‌دست دفتر اصلی ارتش پادشاهی ژاپن و وزارت جنگ اداره می‌شد که هر دو زیر نظر پادشاه ژاپن (که نقش فرمانده کل قوا را داشت) عمل می‌کردند. این ارتش با پایان جنگ جهانی دوم منحل شد.
نیروی دریایی پادشاهی ژاپن در سال ۱۸۶۹ تأسیس شد و در سال ۱۹۴۷ در پی تصویب ماده ۹ قانون اساسی ژاپن منحل شد تا دولت ژاپن بدین‌وسیله آمادگی خود را برای حل بحران‌های به وجود آمده نشان دهد. پس از انحلال این نیرو، نیروی دریایی دفاع‌ازخود ژاپن تشکیل شد.
JSDF یا نیروهای دفاع‌ازخود ژاپن (به ژاپنی: 自衛隊) (با تلفظ جی‌ئی‌تای) نیروهای نظامی ژاپن هستند که پس از پایان جنگ جهانی دوم ایجاد شدند. برای مدت طولانی پس از تشکیل، این نیروها تنها در جزایر ژاپن می‌توانستند بمانند و حق خدمت در خارج از آن را نداشتند. در سال‌های اخیر، این نیروها در مأموریت‌های حافظ صلح سازمان ملل نیز شرکت کرده‌اند. تنش‌های اخیری که با کره شمالی پیش آمده بر بحث‌های مربوط به رابطه نیروهای JSDF و نیز جامعه ژاپن دامن زده‌است. خط مشی جدید این نیروها که در دسامبر سال ۲۰۱۰ اعلام شد با زمان جنگ سرد متفاوت است و تمرکزش را از روی شوروی (امروزه روسیه) به چین و مخصوصاً مناقشه بر سر جزایر سن‌کاکو کشانده‌است.
| پرچم | تاریخ                  | استفاده                                                                       | توضیحات |
| ---- | ---------------------- | ----------------------------------------------------------------------------- | --- |
|      | قرن نوزدهم             | پرچم شینسنگومی (به ژاپنی: 新選組)، پلیس ویژه اواخر دوران شوگون‌سالاری توکوگاوا | پرچمی با زمینه قرمز که پایین آن هاشور خورده‌است و در مر کز آن کلمه ماکوتو (به ژاپنی: 誠) دیده می‌شود که به حقیقت، یکدستی و خلوص ترجمه می‌شود. |
|      | ۱۹۵۴– اکنون            | پرچم نیروی زمینی دفاع‌ازخود ژاپن                                               | خورشیدی قرمز با ۸ شعاع تابیده شده به بیرون و حاشیه‌هایی طلایی                                                                               |
|      | ۱۸۸۹–۱۹۴۵، ۱۹۵۴- اکنون | پرچم نیروی دریایی پادشاهی ژاپن و نیروی دریایی دفاع‌ازخود ژاپن                  | خورشیدی قرمز که به سمت چپ پرچم متمایل شده با ۱۶ شعاع تابیده شده به بیرون                                                                   |
|      | ۱۹۷۲– اکنون            | پرچم نیروی هوایی دفاع‌ازخود ژاپن                                               | تاریخ اولین طراحی پرچم به سال ۱۹۵۵ می‌رسد. این پرچم نسخه سوم است.                                                                           |
|      | ۱۹۷۲– اکنون            | پرچم نخست‌وزیر ژاپن                                                            | پنج شکوفه گیلاس بر زمینه‌ای بنفش |
|      | ۱۹۷۲– اکنون            | پرچم دریایی نخست‌وزیر ژاپن                                                     | پنج شکوفه گیلاس بر زمینه‌ای بنفش |
|      | ۱۹۷۲– اکنون            | پرچم وزیر دفاع ژاپن                                                           | پنج شکوفه گیلاس بر زمینهٔ بنفش متمایل به قرمز                                                                                               |
|      | ۱۹۷۲– اکنون            | پرچم دریایی وزیر دفاع ژاپن                                                    | پنج شکوفه گیلاس بر زمینهٔ بنفش متمایل به قرمز                                                                                               |
|      | ۱۹۷۲– اکنون            | پرچم جانشین وزیر دفاع ژاپن                                                    | چهار شکوفه گیلاس بر زمینهٔ بنفش متمایل به قرمز                                                                                              |
|      | ۱۹۷۲– اکنون            | پرچم دریایی جانشین وزیر دفاع ژاپن                                             | چهار شکوفه گیلاس بر زمینهٔ بنفش متمایل به قرمز                                                                                              |
|      |                        | پرچم رئیس ستاد مشترک ارتش ژاپن                                                | |
|      |                        | پرچم رئیس ستاد مشترک نیروی زمینی دفاع‌ازخود ژاپن                               | |
|      |                        | پرچم رئیس ستاد مشترک نیروی دریایی دفاع‌ازخود ژاپن                              | |
|      | ۱۹۸۲ - اکنون           | پرچم رئیس ستاد مشترک نیروی هوایی دفاع‌ازخود ژاپن                               | |
|      | ۱۹۸۲ - اکنون           | پرچم پرچم فرماندهی دفاع هوایی نیروهای دفاع‌ازخود ژاپن                          | |
|      | ۱۹۷۲– اکنون            | پرچم نیروی زمینی دفاع‌ازخود ژاپن                                               | |
|      | ۱۹۷۲– اکنون            | پرچم فرماندهی نیروهای ترکیبی زمینی دفاع‌ازخود ژاپن                             | |
|      | ۱۹۶۵– اکنون            | پرچم دریادار نیروی دریایی دفاع‌ازخود ژاپن                                      | |
|      | ۱۹۶۵– اکنون            | پرچم دریادار نیروی دریایی دفاع‌ازخود ژاپن                                      | |
|      | ۱۹۶۵– اکنون            | پرچم ناخدا یکم نیروی دریایی دفاع‌ازخود ژاپن                                    | |
|      | ۱۸۷۰–۱۹۴۵              | پرچم جنگی ارتش پادشاهی ژاپن                                                   | خورشیدی در مرکز با ۱۶ شعاع تابیده شده از آن                                                                                                |
|      | ۱۸۸۹–۱۹۴۵              | پرچم دریابد نیروی دریایی پادشاهی ژاپن                                         | |
|      | ۱۹۱۴–۱۹۴۵              | پرچم دریاسالار نیروی دریایی پادشاهی ژاپن                                      | |
|      | ۱۹۱۴–۱۹۴۵              | پرچم دریابان نیروی دریایی پادشاهی ژاپن                                        | |
|      | ۱۹۱۴–۱۹۴۵              | پرچم دریادار نیروی دریایی پادشاهی ژاپن                                        | |
|      | تا سال ۱۹۴۵            | پرچم دریادار نیروی دریایی پادشاهی ژاپن                                        | |
|      | تا سال ۱۹۴۵            | پرچم ناخدا یکم نیروی دریایی پادشاهی ژاپن                                      | |
|      | تا سال ۱۹۴۵            | پرچم کشتی در حال مأموریت نیروی دریایی پادشاهی ژاپن                            | |
|      | ۱۹۰۵–۱۹۴۵              | پرچم Z، پرچم غیررسمی دریایی                                                   | برگرفته از پرچم "Z" بین‌المللی که چون شروع جنگ تسوشیما را با آن اعلام کرده‌اند معروف شده‌است.                                                 |

### نگهبان ساحلی ژاپن
نگهبان ساحلی ژاپن (به ژاپنی: 海上保安庁) (کایجو هوآن‌چو) که پیشتر با نام گماشتگان امنیت ساحلی شناخته می‌شدند گارد ساحلی ژاپن هستند. این سازمان با حدود ۱۲۰۰۰ نیرو تحت نظر وزارت زیرساخت‌ها، حمل‌ونقل و گردشگری فعالیت می‌کند و مسئول محافظت از خط ساحلی ژاپن است. این سازمان در ۱۹۴۸ میلادی ایجاد شد.
| پرچم | تاریخ       | استفاده                                | توضیحات                    |
| ---- | ----------- | -------------------------------------- | -------------------------- |
|      | ۱۹۵۱– اکنون | پرچم نگهبان ساحلی ژاپن                 | نشان یک قطب‌نمای دریانوردی. |
|      | ۱۹۵۱– اکنون | پرچم وزیر زیرساخت‌ها، حمل‌ونقل و گردشگری |                            |
|      | ۱۹۵۱– اکنون | پرچم افسر فرمانده نگهبان ساحلی ژاپن    |                            |
|      | ۱۹۵۱– اکنون | پرچم مراکز فرماندهی نگهبان ساحلی ژاپن  |                            |
|      | ۱۹۵۱– اکنون | پرچم فرمانده در نگهبان ساحلی ژاپن      |                            |

## پرچم‌های تاریخی
در زیر پرچم‌های برخی دوره‌های تاریخی ژاپن آمده‌است.
در دوره سن‌گوکو که زمان جنگ‌های داخلی در ژاپن بود استفاده از پرچم‌ها در جنگ‌ها رونق گرفت که دو مورد از آن‌ها در جدول زیر آمده‌است.
از جمله دوره‌های دیگری که پرچم آن‌ها در جدول آمده‌است دوره شوگون‌سالاری توکوگاوا است که از سال ۱۶۰۳ میلادی تا آغاز اصلاحات امپراتور میجی در ۱۸۶۸ میلادی به طول انجامید. در سال ۱۸۶۸ پس از چندین نبرد، آخرین شوگون توکوگاوا از نیروهای پادشاهی شکست خورد. برخی از نیروهای شوگون شکست‌خورده به هوکایدو رفته و در آنجا جمهوری ازو را تشکیل دادند که پس از چندین ماه در ۲۷ ژوئن ۱۸۶۹ میلادی با شکست از نیروهای پادشاهی منحل شد.
پادشاهان ریوکیو از قرن پازدهم تا قرن نوزدهم میلادی بر جزایر ریوکیو فرمانروایی می‌کردند. این پادشاهی در سال ۱۶۰۹ از ژاپن شکست خورده و خراجگزار این کشور شد. در ۱۱ مارس ۱۸۷۹، دولت ژاپن این پادشاهی را منحل کرده و جزایر ریوکیو را با عنوان استان اوکیناوا به خاک خود ضمیمه کرد.
| پرچم | تاریخ                  | استفاده                                                                            | توضیحات |
| ---- | ---------------------- | ---------------------------------------------------------------------------------- | --- |
|      | قرن شانزدهم            | پرچم فورینکازان (به ژاپنی: 風林火山)                                               | نمونه‌ای از یک اوماجیروشی. در زمان جنگ‌های داخلی دوره سن‌گوکو، تاکدا شینگن این پرچم را در نبردهایش بکار می‌گرفت. نوشته روی آن از فصل هفتم کتاب هنر رزم نوشته سون تسی است که می‌گوید: «سریع باش چون باد، خاموش همچون جنگل، در نبرد به تیزی آتش و در دفاع به استواری کوه». |
|      | قرن شانزدهم            | پرچم ارتش اودا نوبوناگا                                                            | نمونه‌ای از یک اوماجیروشی. در زمان جنگ‌های داخلی دوره سن‌گوکو، اودا نوبوناگا این پرچم را در نبردهایش بکار می‌گرفت. |
|      | قرن نوزدهم             | پرچم شوگون‌سالاری توکوگاوا                                                          | پرچمی با سه نوار سفید، مشکی و سفید. |
|      | قرن نوزدهم             | از پرچم‌های طرفداران امپراتور در جنگ بوشین                                          | پرچم خورشید و آماتراسو که طرفداران بازگشت قدرت به امپراتور در جنگ بوشین در سال ۱۸۶۸ به اهتزاز درآوردند. |
|      | ۱۸۶۸–۱۸۶۹              | پرچم نیروهای اتحاد شمالی (به ژاپنی: (奥羽越列藩同盟، اوئتسو رپن دومی) در جنگ بوشین | پرچم نیروهای اتحاد شمالی که یک ستاره پنج‌پر است. این نیروها در جنگ بوشین به حمایت از شوگون‌سالاری توکوگاوا در برابر امپراتور برخاستند و با شکست خاندان توکوگاوا، این اتحاد نیز از هم پاشید. |
|      | ۱۸۶۸–۱۸۶۹              | پرچم جمهوری ازو                                                                    | یک گل داودی (نشان امپراتوری)، یک ستاره قرمز هفت‌پره (نشان جمهوری جدید) بر زمینه آبی |
|      | ۱۸۶۲–۱۸۸۲              | پرچم دفتر مهاجرت هوکایدو (به ژاپنی: 開拓使، کایتاکوشی)                             | دفتر مهاجری هوکایدو در سال ۱۸۶۲ به منظور ایجاد شهر و ساماندهی مهاجرات ژاپنی‌ها به هوکایدو آغاز به‌کار کرد و در بین سال‌های ۱۸۷۲ تا ۱۸۸۱ بودجه سالیانه یک میلیون ین داشت که برای ساخت راه‌ها، خطوط راه‌آهن، معادن، انبارهای مواد غذایی و کارهای این‌چنین خرج می‌شد. این دفتر در ۸ فوریه سال ۱۸۸۲ در پی مشکلات سیاسی و مالی بسته شد.                                            |
|      | ۱۹۰۵–۱۹۱۰              | پرچم حاکمان ژاپنی کره                                                              | کشورهای امروز کره شمالی و کره جنوبی از سال ۱۹۱۰ تا ۱۹۴۵ زیر نظر پادشاهی ژاپن اداره می‌شدند. پرچم این مستعمره زمینه‌ای آبی با پرچم ژاپن در گوشه‌ای از آن بود. |
|      | از ۲۶ تا ۲۹ فوریه ۱۹۳۶ | پرچم ارتش نیکوکار در حادثه ۲۶ فوریه                                                | پرچم افسران کودتاگر در حادثه ۲۶ فوریه. چهار کانجی که در گوشه‌های پرچم آمده چنین معنی می‌شوند: «به امپراتور احترام بگذار، خائنان را از بین ببر.» |
|      | ۱۹۴۵–۱۹۵۲              | پرچم زمینی و دریایی ژاپن در دوران اشغال ژاپن به‌دست آمریکا                          | برگرفته از یکی از علائم بین‌المللی دریایی که به معنای حرف "E" است. |
|      | ۱۹۵۰(ژانویه - مارس)    | پرچم تهیه‌شده برای اوکیناوا                                                         | آن را پرچم اوکیناوا (沖縄旗) یا پرچم ریوکیو (琉球旗) می‌نامیدند که به‌دست حکومت مردمی اوکیناوا تهیه شد. اشغالگران آمریکایی بیان کرده‌اند که بعد از تشکیل حکومت اوکیناوا، حکومت محلی غیرنظامی اوکیناوا استفاده از این پرچم را درخواست کرده‌اند که بعدها به فراموشی سپرده شد. رنگ‌های آبی، سفید و قرمز به ترتیب نشانه‌ای از صلح، آزادی و جدیت هستند و ستاره نشانی از امید است. |
|      | ۱۹۵۲–۱۹۶۷              | پرچم غیرنظامی جزایر اوکیناوا در دوران اشغال                                        | برگرفته از یکی از علائم بین‌المللی دریایی که به معنای حرف "D" است. |

## اقلیت‌ها
گروه‌های اقلیتی بزرگ در ژاپن عبارتند از: کره‌ای‌ها، چینی‌ها، برزیلی‌ها (بیشتر اجداد این گروه، ژاپنی‌های مهاجر در برزیل بوده‌اند)، فیلیپینی‌ها، تایوانی‌ها، مردمان آینو و مردمان جزایر ریوکیو.
طبق گزارش تهیه شده به‌دست دین دودو برای سازمان ملل در سال ۲۰۰۸، اعضای گروه‌های زیر بیش از بقیه گرفتار نژادپرستی و بیگانه‌هراسی شده‌اند:
- اقلیت‌های ملی مردمان بوراکو، مردمان آینو و مردمان اوکیناوا (اوکیناوا یکی از جزایر ریوکیو است).
- مردمان و زادگان مستعمرات پیشین ژاپن همچون چینی‌ها و کره‌ای‌ها.
- مهاجران جدیدی که از کشورهای آسیایی، آفریقایی، آمریکای جنوبی و کشورهای خاورمیانه به ژاپن آمده‌اند.

| پرچم | تاریخ         | استفاده                                       | توضیحات |
| ---- | ------------- | --------------------------------------------- | --- |
|      | ۱۹۷۳–         | پرچم غیررسمی مردمان آینو                      | اقوام آینو، مردمان اصلی استان هوکایدو هستند. این پرچم به‌دست هنرمند آینو بیکی سونازاوا طراحی شده‌است. آبی نشان‌دهنده آسمان و دریا، سفید نشان‌دهنده برف است. |
|      | ۱۹۴۶؟ – اکنون | پرچم میندان                                   | میندان یکی از دو انجمن اصلی کره‌ای‌های مقیم ژاپن است. در میانه این پرچم، گل ختمی که گل ملی کشور کره جنوبی است وجود دارد. نام رسمی گروه، زاینیون دایکانمینکوکو میندان، با حروف کانجی و به رنگ سفید در پایین نوشته شده و خلاصه آن (میندان) با حروف هانگول به رنگ زرد نوشته شده‌است. رنگ آبی نشان‌دهنده آسمان و دریاست. |
|      | ۱۹۲۳–۱۹۴۵؟    | پرچم انجمن هم‌سطح‌سازی ملی یا اتحاد نجات بوراکو | انجمن هم‌سطح‌سازی ملی در سال ۱۹۴۲ منحل شده و اعضای آن، در سال ۱۹۴۵ اتحاد نجات بوراکو را به وجود آوردند. این پرچم را، پرچم تاج خار (به ژاپنی: 荊冠旗) (که‌کان‌کی) می‌نامند. رنگ سیاه نشان‌دهنده جامعه‌ای تاریک و پر از تبعیض است. رنگ قرمز بیان‌کننده خون است.                                                            |
|      | ۱۹۴۵؟ –       | پرچم فعلی اتحاد نجات بوراکو                   | ستاره سفید نشان‌دهنده امید است. |

## پرچم‌های فرهنگی
وزارت تندرستی، کار و رفاه (به ژاپنی: 厚生労働省) (کوسه‌ای‌رودوشو) در ژاپن مسئول تنظیم و نظارت بر اجرای مقررات محصولات شیمیایی مواد غذایی و دارویی و استانداردهای آن است. از دیگر مسئولیت‌های این وزارتخانه، تعیین و نظارت بر استانداردهای محیط کار کارگران و کارمندان و عدم تبعیض در شرایط کاری است.
| پرچم | تاریخ       | استفاده              | توضیح |
| ---- | ----------- | -------------------- | --- |
|      | ۱۹۱۹        | پرچم سلامت           | پرچم سبز به‌دست توشیفومی گامو برای هفته دولتی سلامت طراحی شده‌است. صلیب از نگاه غربی به معنی خیرخواهی و از نگاه شرقی محلی است که نیکی‌ها در آن گرد می‌آیند. سازمان استانداردهای ژاپن نیز این نشان را به عنوان نشان سلامت برگزید. |
|      | ۱۹۵۹– اکنون | پرچم تندرستی صنعتی   | به‌دست اداره استاندارد کار که امروزه وزارت تندرستی، کار و رفاه نامیده می‌شود در طی یک ثبت‌نام عمومی انتخاب شد. |
|      | ۱۹۶۵– اکنون | پرچم تندرستی و سلامت | به‌دست انجمن تندستی و سلامت صنعتی ژاپن طراحی شد. این پرچم و دو پرچم پیشین، بیشتر در کارخانه‌ها و مکان‌های ساخت‌وساز آویخته می‌شوند.                                                                                               |

## پرچم‌های تقسیمات کشوری
از لحاظ تاریخی در ژاپن همیشه هر دای‌میو (اربابان و زمینداران دوران پیشامدرن ژاپن) پرچمی جداگانه داشته‌است که از در بیشتر موارد همان مون یا نشان خانوادگی آن‌ها بوده‌است که به عنوان پرچم و نشان لباس سربازان و ملازمان بکار گرفته می‌شده‌است.
امروزه ژاپن دارای ۴۷ استان است که هر کدام از این استان‌ها پرچمی مخصوص به خود دارد که بیشتر آن‌ها از طرح‌های دورنگهٔ مون که نشانگر حروف ژاپنی است استفاده کرده‌اند. ویژگی یکتای این پرچم‌ها این است که در بیشتر موارد از رنگ‌هایی استفاده کرده‌اند که در پرچم‌های دیگر به کار نمی‌رود، همچون رنگ‌های نارنجی، بنفش، قهوه‌ای و کبود.
همچنین برخی از استان‌ها، پرچم‌های رسمی جایگزینی به نام پرچم‌های نماد دارند که در مراسمی که کمتر رسمی‌باشند مورد استفاده قرار می‌گیرند.
| پرچم | استان    | کد استان | توضیحات |
| ---- | -------- | -------- | --- |
|      | آیچی     | JP-23    | همان حروف هیراگانا あいち (آیچی) است که به شکلی خاص نوشته شده‌است. نشان‌دهنده خورشید در حال طلوع و امواج دریا نیز است چون این استان در کنار اقیانوس آرام قرار دارد. |
|      | آکیتا    | JP-05    | حرف کاتاکانای ア (آ) که با این شکل نوشته شده‌است. |
|      | آئوموری  | JP-02    | تقریباً به شکل نقشه این استان است. |
|      | چیبا     | JP-12    | همان اسم استان チバ (چیبا). رنگ آبی نشان‌دهنده امید و پیشرفت است. |
|      | اهیمه    | JP-38    | رنگ زرد نشانه شادی، سبز نشانه صلح و سفید نشانه خلوص و سادگی است. |
|      | فوکوئی   | JP-18    | همان حروف کاتاکانای フクイ (فوکوئی). نشانه هماهنگی و همکاری مردمان |
|      | فوکوئوکا | JP-40    | حروف هیراگانای ふく (فوکو). همچنین نشان‌دهنده پرونوس مومه است، گلی که نماد این استان است. |
|      | فوکوشیما | JP-07    | حوف هیراگانای ふ (فو). |
|      | گیفو     | JP-21    | کلمه کانجی 岐 (گی). نشانه صلح و هماهنگی. رنگ سبز نماد طبیعت این استان است. |
|      | گونما    | JP-10    | کلمه کانجی 群 (گون) و سه هلال به نشانه سه کوه آکاگی، هارونا و میوگی. رنگ بنفش به دلیل سازگاری آن با پیشینه تاریخی این استان انتخاب شده‌است. |
|      | هیروشیما | JP-34    | همان حرف کاتاکانای ヒ (هی). |
|      | هوکایدو  | JP-01    | یک ستاره هفت‌پر به معنی امید و پیشرفت. رنگ آبی نشان‌دهنده آسمان و دریای هوکایدو، قرمز نماد انرژی مردم این دیار و سفید نماد نور و برف. |
|      | هیوگو    | JP-28    | کلمه کانجی 兵 (هیو). همچنین نمادی از نقشه این استان است که دریای داخلی ستو و دریاهای اطراف در آن مشهود است. |
|      | ایباراکی | JP-08    | گل رز نماد استان در زمینه آبی که نشان‌دهنده اقیانوس آرام و کوه تسوکوبا است. |
|      | ایشیکاوا | JP-17    | از نام کانجی این استان یعنی 石川 (ایشیکاوا) گرفته شده‌است. همچنین نقشه این استان را نیر نشان می‌دهد. |
|      | ایواته   | JP-03    | برگرفته از کلمه کانجی 岩 (ایوا) که به معنی پیشرفت بسیار است. |
|      | کاگاوا   | JP-37    | برگرفته از حرف کاتاکانای カ (کا). همچنین نشان‌دهنده کوه‌ها و نیز برگ درخت زیتون که از نمادهای این استان است. |
|      | کاگوشیما | JP-46    | نشان‌دهنده نقشه این استان که کوه آتشفشانی ساکوراجیما در آن قرار دارد. |
|      | کارافوتو | N/A      | نشان‌دهنده کلمه کانجی 太 (فوتو) به شکل سه برگ و میوه درخت غان 樺 (کابا) و ایجاد واژه 樺太 (کارافوتو). این پرچم از تاریخ ۱۹۱۱ تا ۱۹۴۵ میلادی به‌کار گرفته می‌شد. سپس این استان به تصرف شوروی درآمد و هم‌اکنون نیز بخشی از کشور روسیه است.                                                        |
|      | کاناگاوا | JP-14    | نشان‌دهنده کلمه کانجی 神 (کا). رنگ‌های ملی ژاپن به این دلیل در آن به کار رفته‌اند که در گذشته بندر یوکوهاما به عنوان دروازه ورود به ژاپن به حساب می‌آمد. |
|      | کوچی     | JP-39    | برگرفته از حروف هیراگانای とさ (توسا)، نام قبلی این استان، توسا بود. |
|      | کوماموتو | JP-43    | برگرفته از حرف کاتاکانای ク (کو). همچنین نشان‌دهنده نقشه کیوشو است. |
|      | کیوتو    | JP-26    | برگرفته از کلمه کانجی 京 (کیو). |
|      | میه      | JP-24    | برگرفته از حرف هیراگانای み (می). همچنین دایره نشان‌دهنده مروارید است که در سواحل این استان به‌دست می‌آید. |
|      | میاگی    | JP-04    | برگرفته از حرف هیراگانای み (می). نشان‌دهنده گل لسپدزنا که در این استان می‌روید. |
|      | میازاکی  | JP-45    | برگرفته از حرف کاتاکانای ミ (می). |
|      | ناگانو   | JP-20    | پرچم نارنجی با نماد سفید متمایل به چپ که برگرفته از حرف کاتاکانای ナ (نا) است. همچنین بیانگر کوه‌هایی است که بازتاب آن در آب دریاچه‌ای افتاده‌است. |
|      | ناگاساکی | JP-42    | نشان‌دهنده حرف انگلیسی N. همچنین یک قو را نشان می‌دهد که نماد صلح است. دو نسخه از این پرچم وجود دارد، یکی شامل کلمه کانجی این استان و دیگری بدون آن. هر دوی این پرچم‌ها رسمی هستند. |
|      | نارا     | JP-29    | برگرفته از حرف کاتاکانای ナ (نا). |
|      | نیگاتا   | JP-15    | نماد بالا نشان‌دهنده کلمه کانجی 新 (نی) است که نیمه سمت چپ دایره بیانگر حرف کاتاکانای ガ (گا) و نیمه سمت راست بیانگر حرف کاتاکانای タ (تا) است. |
|      | اوئیتا   | JP-44    | نشان‌دهنده سه کلمه کانجی 大 (او). که هر کلمه یک پرنده در حال پرواز را تداعی می‌کند و کل نماد هم نشان‌دهنده خورشید است. دو نسخه از این پرچم وجود دارد، یکی شامل نام این استان و دیگری بدون آن که هر دوی این پرچم‌ها رسمی هستند.                                                                  |
|      | اوکایاما | JP-33    | نشان‌دهنده کلمه کانجی 岡 (اوکا). در نسخه ساده این پرچم از رنگ سفید به جای رنگ طلایی استفاده شده‌است. |
|      | اوکیناوا | JP-47    | حرف سفید O در داخل دایره قرمز با زمینه سفید. |
|      | اوساکا   | JP-27    | آبی نشانه دریا و آسمان است چون این شهر یک فرودگاه و یک بندر دارد. همچنین نمایانگر پاکی، تازگی و آگاهی است. نماد به کار رفته نیز نوعی کدو است که سمبل تویوتومی هیده‌یوشی است. این دایره‌ها نماد حرف انگلیسی O نیز هستند.                                                                       |
|      | ساگا     | JP-41    | گل بکار رفته، گل دارچین است که در این استان وجود دارد. |
|      | سایتاما  | JP-11    | شانزده ماگاتاما نشانگر خورشید در اوج تابش و درخشندگیش است. ماگاتاما وسیله‌ای تزیینی است که در مقبره‌هایی باستانی در شهر گیودا پیدا شده‌است. گیودا نام اصلی این استان بوده‌است که به معنی دوستی و پاکیست.                                                                                        |
|      | شیگا     | JP-25    | برگرفته از حروف کاتاکانای シガ (شیگا). دایره مرکز نماد نشانگر دریاچه بیوا است. |
|      | شیمانه   | JP-32    | چهار بار تکرار حرف کاتاکانای マ (ما). در ژاپنی شی به معنی چهار است. |
|      | شیزوئوکا | JP-22    | می‌توان گفت که شبیه نقشه استان و نیز کوه فوجی است. آبی نشان‌دهنده آسمان و اقیانوس آرام و نارنجی نماد خورشید، پیوستگی مردم و اشتیاق آنهاست. |
|      | توچیگی   | JP-09    | نشان‌دهنده واژگان کانجی 栃 (توچی) و 木 (گی) به همراه سه پیکان. این پرچم بیانگر پیشرفت و حرکت است. |
|      | توکوشیما | JP-36    | برگرفته از حروف هیراگانای とく (توکو). همچنین پرنده‌ای در حال پرواز را نشان می‌دهد. |
|      | توکیو    | JP-13    | خورشید نشان‌دهنده توکیو، پایتخت در حال پیشرفت است. این پرچم رسمی کلانشهر است که در مراسم رسمی به کار می‌رود. |
|      | توکیو    | JP-13    | نشان بکاررفته در آن بیانگر حرف انگلیسی T و نیز برگ درخت ژینکو است که به علت فراوانی آن در این شهر، در ۸ نوامبر ۱۹۹۶ به عنوان درخت رسمی شهر توکیو در نظر گرفته شد. این پرچم نماد است و بیشتر از پرچم بالا مورد استفاده قرار می‌گیرد. این پرچم از ۱ ژوئن ۱۹۸۹ میلادی تاکنون بکار گرفته شده‌است. |
|      | توتوری   | JP-31    | نماد آن برگرفته از حرف هیراگانای と (تو) و نیز یک پرنده (توری) است که با هم واژه Tottori را تشکیل می‌دهند. |
|      | تویاما   | JP-16    | نماد آن برگرفته از حرف هیراگانای と (تو) و دو کوه (yama) است که با هم واژه Toyama را تشکیل می‌دهند. همچنین نشان‌دهنده واژه توته‌یاما(به معنی کوه توته) نیز است. |
|      | واکایاما | JP-30    | برگرفته از حرف کاتاکانای ワ (وا). |
|      | یاماگاتا | JP-06    | به معنی سه کوه جریان رود موگامی را نیز در ذهن تداعی می‌کند که از این استان می‌گذرد. آبی نشان‌دهنده صلح و ایدئال و سفید نشان‌دهنده برف و پاکیست. |
|      | یاماگوچی | JP-35    | نشان‌دهنده واژگان کانجی 山口 (یاماگوچی). نماد آن پرنده‌ایست که بسوی خورشید پرواز می‌کند که نمایانگر همکاری و پیشرفت مردم این استان است. |
|      | یاماناشی | JP-19    | نشان‌دهنده واژه کانجی 山 (یاما) در مرکز کوه فوجی. بنفش نشانه‌ای از انگور می‌باشد که محصول زبانزد این استان است. |